# Taku (Schiff, 1963)
Die Taku war eine US-amerikanische Fähre, die auf dem Alaska Marine Highway eingesetzt wurde. Das Schiff wurde 2018 in Indien verschrottet.

## Geschichte
Die Fähre wurde unter der Baunummer 112 auf der Werft Puget Sound Bridge & Dredging Co. in Seattle gebaut. Der Stapellauf fand am 2. Juli 1962 statt. Die Fertigstellung erfolgte im April 1963. Entworfen worden war das Schiff von Phillip F. Spaulding and Associates in Seattle. Es war eins von drei Schwesterschiffen – Taku, Malaspina und Matanuska –, mit denen 1963 der Fährverkehr entlang der Südküste Alaskas als Alaska Marine Highway System aufgenommen wurde. Anders als die beiden Schwesterschiffe, wurde die Taku später nicht verlängert.
Die Fähre wurde im Juni 2015 außer Dienst gestellt und in Ketchikan aufgelegt. 2017 wurde sie verkauft. Für den zunächst aufgerufenen Preis von mindestens 1,5 Mio. US-Dollar fand sich kein Käufer, ebenso wenig wie für den auf 0,7 Mio. US-Dollar gesenkten Verkaufspreis. Die Fähre sollte schließlich im September 2017 für 300.000 US-Dollar verkauft werden. Der Käufer plante zunächst, das Schiff zu einem schwimmenden Hotel in Portland umzubauen. Im November trat der Käufer jedoch vom Vertrag zurück. Das Schiff wurde letztlich für 171.000 US-Dollar verkauft. Da sich keine neue Beschäftigung für das Schiff finden ließ, wurde es 2018 in Alang verschrottet.
Das Schiff war nach dem Taku-Gletscher benannt.

## Technische Daten
Das Schiff wurde zunächst von zwei Zwölfzylinder-Dieselmotoren des Herstellers General Motors mit 5976 kW Leistung angetrieben. 1992 wurden die Antriebsmotoren durch zwei Dieselmotoren des Herstellers MaK (Typ: 8M453C) ersetzt. Die Motoren wirkten über Untersetzungsgetriebe auf zwei Verstellpropeller. Das Schiff war mit einem elektrisch angetriebenen Bugstrahlruder ausgestattet.
Die Stromerzeugung an Bord erfolgte durch drei von Caterpillar-Dieselmotoren (Typ: D379) mit 400 kW Leistung angetriebenen Generatoren. Zusätzlich war ein Notgenerator verbaut, der von einem Caterpillar-Dieselmotor (Typ: 3406) mit 250 kW Leistung angetrieben wurde.
Das Fahrzeugdeck befand sich auf dem Hauptdeck. Es verfügte auf sechs Fahrspuren über rund 410 Spurmetern. Das Fahrzeugdeck war über eine etwa 6,7 Meter breite und etwa 4,6 Meter hohe Pforte im Heck und über eine jeweils etwa 6,1 Meter breite und etwa 4,6 Meter hohe Pforte auf beiden Seiten im vorderen Drittel des Schiffes zugänglich. Die nutzbare Höhe auf dem Hauptdeck betrug knapp 4,4 Meter. Die Fähre konnte 50 Pkw befördern.
Oberhalb des Hauptdecks (Deck 3) befanden sich drei weitere Decks (Deck 5 bis 7). Die Passagierkapazität betrug 350 Personen. Das Schiff war mit 40 Passagierkabinen ausgestattet. Davon waren sechs Vierbett- und 34 Zweibettkabinen, so dass insgesamt 92 Betten zur Verfügung stehen. Die Passagierkabinen befanden sich auf Deck 5. Hier befand sich außerdem eine Fernsehlounge und eine Lounge mit Ruhesesseln. Eine weitere Lounge mit Ruhesesseln sowie weitere Aufenthaltsräume für die Passagiere befanden sich auf Deck 6. Das Sonnendeck war teilweise überdacht und so wind- und wettergeschützt. Auf dem offenen Deck im hinteren Bereich des Schiffes konnte gezeltet werden. Für die Schiffsbesatzung standen acht Einzel- und 35 Doppelkabinen zur Verfügung.